# Olympische Winterspiele 1994/Teilnehmer (Chinese Taipei)
| Gelbes Symbol für Goldmedaillen mit stilisierten Olympischen Ringen | Graues Symbol für Silbermedaillen mit stilisierten Olympischen Ringen | Braundes Symbol für Bronzemedaillen mit stilisierten Olympischen Ringen |
| ------------------------------------------------------------------- | --------------------------------------------------------------------- | ----------------------------------------------------------------------- |
| —                                                                   | —                                                                     | —                                                                       |

Die Republik China nahm unter dem Namen Chinesisch Taipeh an den Olympischen Winterspielen 1994 im norwegischen Lillehammer mit einer Delegation von zwei männlichen Athleten im Bobfahren teil. Ein Medaillengewinn gelang ihnen nicht.
Fahnenträger bei der Eröffnungsfeier war der Pilot des Zweierbobs, Sun Kuang-ming.

## Teilnehmer nach Sportarten

### Bob
| Athleten                      | Wettbewerb | Lauf 1  | Lauf 1 | Lauf 2  | Lauf 2 | Lauf 3  | Lauf 3 | Lauf 4  | Lauf 4 | Gesamt      | Gesamt |
| Athleten                      | Wettbewerb | Zeit    | Rang   | Zeit    | Rang   | Zeit    | Rang   | Zeit    | Rang   | Zeit        | Rang   |
| ----------------------------- | ---------- | ------- | ------ | ------- | ------ | ------- | ------ | ------- | ------ | ----------- | ------ |
| Männer                        |            |         |        |         |        |         |        |         |        |             |        |
| Sun Kuang-ming Chang Min-jung | Zweierbob  | 54,48 s | 33     | 54,63 s | 32     | 55,24 s | 39     | 55,09 s | 36     | 3:39,44 min | 35     |